# Thomas Röckemann

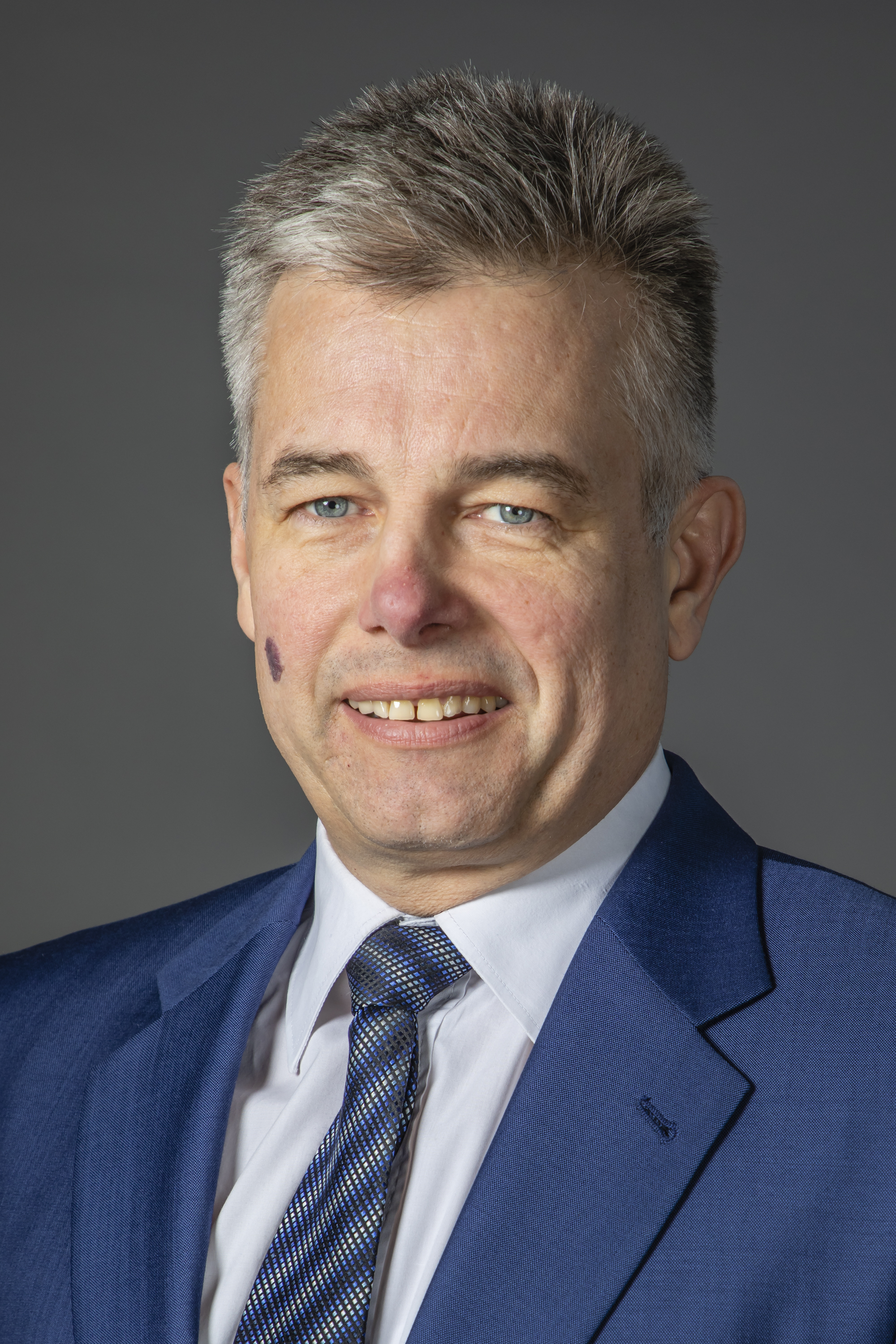
Thomas Röckemann (2019)

Thomas Röckemann (* 3. Januar 1965 in Minden) ist ein deutscher Anwalt und Politiker (AfD). Er ist seit 2025 erneut Abgeordneter im Landtag von Nordrhein-Westfalen, dem er bereits von 2017 bis 2022 angehörte.

## Ausbildung und Beruf
Nach dem Abitur 1985 absolvierte Thomas Röckemann bis 1988 eine Ausbildung bei der Polizei Nordrhein-Westfalen zum Polizeihauptwachtmeister. Neben seiner sich anschließenden zweijährigen Zeit als Beamter der Bereitschaftspolizei nahm er das Studium der Rechtswissenschaften an der Universität Bielefeld auf, welches er 1994 mit dem Ersten Juristischen Staatsexamen beendete. Nach dem Referendariat und dem Abschluss des Zweiten Juristischen Staatsexamens arbeitet er als selbständiger Rechtsanwalt. Er ist Strafverteidiger sowie seit 2002 Fachanwalt für Ehe- und Familienrecht und seit 2005 Fachanwalt für Verkehrsrecht. Er war zum Schlichter nach dem Schlichtungsgesetz NRW bestellt. Als Anwalt trat Röckemann 2013 als Pflichtverteidiger des Petershäger Neonazis und NPD-Mitglieds Marco Franke in Erscheinung, der sich wegen der Organisation eines Überfalls auf eine als links geltende Kneipe in Minden verantworten musste.

## Politik

### Partei
Thomas Röckemann trat im Frühjahr 2013 in die im April desselben Jahres neu gegründete AfD ein. Er war erster Sprecher des AfD-Kreises Minden-Lübbecke bis zu seiner Wahl als Mitglied des AfD-Bundesschiedsgerichts im Jahr 2015. Seit 2014 ist er Abgeordneter im Kreistag des Kreises Minden-Lübbecke.
Im Dezember 2017 wurde Röckemann gemeinsam mit Helmut Seifen zum Vorsitzenden der AfD Nordrhein-Westfalen gewählt. Nach Seifens Rücktritt im Juli 2019 war Röckemann zunächst alleiniger Landesvorsitzender. Im Oktober 2019 unterlag er bei einer Neuwahl des Landesvorsitzenden mit 215 von 540 Stimmen Rüdiger Lucassen, der 321 Stimmen erzielte.

### Mitglied des Landtags von Nordrhein-Westfalen
Bei der Landtagswahl in Nordrhein-Westfalen 2017 kandidierte er im Landtagswahlkreis Minden-Lübbecke II sowie auf Platz 16 der Landesliste, über die er in den Landtag gewählt wurde. In der Partei galt er als Gegner des ehemaligen Landesvorsitzenden Marcus Pretzell sowie Unterstützer von dessen innerparteilichem Widersacher Martin Renner. Thomas Röckemann war rechtspolitischer Sprecher der AfD-Landtagsfraktion, Mitglied des Rechtsausschusses sowie des Parlamentarischen Untersuchungsausschusses III (Kleve), in dem die Umstände, die zur Personenverwechslung und zum Tod eines Asylbewerbers in der JVA Kleve führten, untersucht wurden.
Nach der Landtagswahl 2022 schied er zunächst aus dem Landtag aus. Am 27. März 2025 rückte er für Daniel Zerbin in den Landtag nach.

### Weitere Kandidaturen, Mandate und Positionen
2018 nannte er auf Twitter den zweimaligen britischen Premierminister Winston Churchill einen „Massenmörder“.
2022 war er Mitglied der 17. Bundesversammlung.
Am 4. August 2023 kandidierte Röckemann für Platz 16 der Kandidatenliste der AfD für die Europawahl 2024, unterlag allerdings Volker Schnurrbusch.

## Eingestellte Ermittlungen wegen mutmaßlicher Volksverhetzung
Bei einer Veranstaltung im Dezember 2022 soll Thomas Röckemann rassistische Aussagen gemacht haben. Wie im Juli 2023 bekannt wurde, nahm daraufhin die Staatsschutzabteilung des Polizeipräsidium Bielefeld Ermittlungen wegen des Verdachts der Volksverhetzung auf. Das Amtsgericht Lübbecke ließ die Anklage nicht zur Hauptverhandlung zu. Die Ermittlungen wurden eingestellt.

## Privates
Thomas Röckemann ist verheiratet und hat vier Kinder. Er wohnt in Minden.